# Vicenç Fajardo Gallego-Casilda
Vicenç Fajardo Gallego-Casilda (Girona, 1978) és un cuiner català. Després de passar la seva infància a Austràlia, va tornar a Catalunya per estudiar hostaleria. Ha fet estades a diferents restaurants gironins, alguns amb estrella Michelin, i actualment regenta l'hotel-restaurant La Plaça de Madremanya (2005). Forma part dels col·lectius La Cuina de l'Empordanet i Joves Cuiners. L'any 2015 va ser nominat millor cuiner de l'any.